# Damoh
Damoh – miasto w Indiach, w stanie Madhya Pradesh. W 2011 roku liczyło 139 561 mieszkańców.